# Otto de Greiff
Otto de Greiff Haeusler (Medellín, 7 de noviembre de 1903 - Bogotá, 31 de agosto de 1995) fue un musicólogo, poeta, traductor, profesor, ingeniero y periodista colombiano.

## Trayectoria
Hijo de Luis de Greiff Obregón -político, diputado a la Asamblea de Antioquia y congresista- y de Amalia Haeusler Rincón. Segundo de cuatro hermanos, entre los que se encontraba el poeta León de Greiff. Inició sus estudios de ingeniería civil en la Facultad de Minas de Antioquia (hoy parte de la Universidad Nacional de Colombia), que completó en la Escuela Nacional de Minas de Medellín. Ejerció la profesión de ingeniero civil algunos años, para luego vincularse como docente a la Universidad Nacional en Bogotá, como profesor de cálculo y geometría analítica durante 48 años; en esta trayectoria llegó a ser Secretario General, Vicerrector y Rector encargado. 
A través de los años se convirtió en uno de los hombres de más vasta cultura musical en Colombia, destacándose en la prensa, con su columna "Comentarios musicales" en El Tiempo; en la radio a través de la Radiodifusora Nacional, en cuya fundación participó en 1940 y en la literatura, publicando entre otros: Los cuartetos de cuerda de Beethoven, Las sonatas para piano de Beethoven e Historia ilustrada de la música.
Fue también un gran aficionado a los idiomas, y desde temprana edad aprendió inglés, francés, alemán, italiano, sueco, ruso, danés y esperanto. Como traductor, Otto de Greiff vertió al castellano obras de reconocidos poetas de varios de esos idiomas.
Escribió también su propia poesía. Hasta 1997 su obra como poeta se reducía a algunas pocas éstrofas sueltas, hasta que fue recopilada en la antología Grafismos del Grifo Grumete, con prólogo de Germán Arciniegas.
Fue merecedor de los títulos de Profesor Emérito y doctor honoris causa de la Universidad Nacional y fue condecorado con la Orden de San Carlos y la Cruz de Boyacá.
En su honor el gobierno creó el Concurso Nacional «Otto de Greiff», a los mejores trabajos de grado universitario.

## Obras
- Poesías de Goethe
- 1997 Grafismos del Grifo Grumete. Bogotá.
- Los cuartetos de cuerda de Beethoven
- Las sonatas para piano de Beethoven
- Historia ilustrada de la música